# Gesetz zur Zahlbarmachung von Renten aus Beschäftigungen in einem Ghetto
Das Gesetz zur Zahlbarmachung von Renten aus Beschäftigungen in einem Ghetto (kurz: Ghettorentengesetz) ist ein deutsches Gesetz zur Anerkennung von freiwilliger Arbeit während des Aufenthaltes in einem Ghetto während der Zeit des Nationalsozialismus.

## Entstehungsgeschichte
Das Gesetz wurde im Jahr 2002 vom Deutschen Bundestag verabschiedet. Er folgte damit einem Grundsatzurteil des Bundessozialgerichts zum Ghetto Łódź, in dem festgestellt wurde, dass solche Tätigkeiten „Merkmale eines ordentlichen Arbeitsverhältnisses aufweisen“. Daraus ergeben sich Rentenansprüche für Betroffene als auch Hinterbliebene von jüdischen Ghettobewohnern in den ehemals von Deutschland besetzten Gebieten.

## Anspruchsvoraussetzungen
Anspruchsberechtigt ist, wer im oder außerhalb des Ghettos gearbeitet hat. Die Antragsfrist für einen fixen Rentenbeginn 1. Juli 1997 endete im Juni 2003. Es können jedoch weiterhin Anträge gestellt werden, die Rente beginnt dann jedoch spätestens mit Beginn des Antragsmonats. Die entsprechende Zeit darf nicht bereits durch einen Rentenleistungsträger des Wohnsitzstaates abgegolten sein. Gehaltsempfänger betreut die Deutsche Rentenversicherung Bund, Lohnempfänger die verschiedenen Regionalträger der Deutschen Rentenversicherungen je nach Wohnsitz.
Die Ghettorente stellt eine Wiedergutmachungs- oder Entschädigungsleistung dar; für Zeiten der Beschäftigung von Verfolgten in einem Ghetto gelten Beiträge als gezahlt (§ 2 des Gesetzes). Die Antragstellung ist für die in aller Regel hochbetagten, im Ausland lebenden Betroffenen aufwendig. Die Ablehnungsquote war mit 90 Prozent anfangs sehr hoch und Bewohner Osteuropas sind zumeist ausgeschlossen, da Sozialversicherungsverträge mit den jeweiligen Regierungen Direktzahlungen aus Deutschland ausschließen.

## Rechtsprechung
Das Bundessozialgericht hat im Juni 2009 die Auslegung des Gesetzes in einigen Punkten entscheidend verändert. Der Wandel geht nicht etwa auf die veränderte Spruchpraxis des Landessozialgericht Nordrhein-Westfalen (Essen), 12. Senat, zurück. Der 12. Senat ist für Berufungssachen aus der gesetzlichen Rentenversicherung nicht zuständig. Vielmehr trug das Bundessozialgericht in seinen Entscheidungen vom 2. und 3. Juni 2009 den Lebensverhältnissen in den Ghettos und dem Willen des Gesetzgebers des ZRBG Rechnung und fand auch eine rechtspolitisch befriedigende Lösung. Nach neuerer Rechtsprechung ist die bisher restriktive Handhabung, wonach Rente nur für freiwillige Arbeit gezahlt werde, die Ghettoarbeit aber Zwangsarbeit und bereits von der Stiftung Erinnerung, Verantwortung und Zukunft entschädigt sei, nicht mehr zulässig. Ursächlich für diese Interpretation war auch, dass am Landessozialgericht Nordrhein-Westfalen mit Hilfe internationaler Historiker der Beweis gelungen war, dass sich die Menschen im Ghetto – im Unterschied zum KZ – selbst um eine Arbeit bemühen mussten. Ihre Arbeit gilt damit juristisch als freiwillig. Alle Rentenanträge werden nun neu entschieden.
Der Richter Jan-Robert von Renesse, der ab 2006 die restriktive Handhabung beendete (etwa 60 Prozent der Anträge wurden danach anerkannt), wurde im Frühjahr 2010 versetzt. Im November 2011 wurde bekannt, dass der damalige zuständige Richter Vorwürfe gegen seine Behörde (Landessozialgericht NRW, Essen) erhob. Es soll zu Absprachen „zwischen der Gerichtsverwaltung, der Versicherungsaufsicht und der beklagten Rentenbehörde“ gekommen sein. Das Landessozialgericht solle wieder nur nach Aktenlage entscheiden, während er und ein weiterer Richter seinerzeit mehrmals mit den hochbetagten Antragstellern in Israel und in ihrer eigenen Sprache persönlich sprachen, und die Rentenbehörde verschicke unverständliche Formulare und so komme es wieder zu mehreren tausend abschlägigen Anträgen auf Grund von „fehlender Mitwirkung“ durch die Antragsteller. Ebenfalls wurden auf Wunsch der Rentenbehörde richterliche Kostenbeschlüsse zu Lasten der Rentenbehörde und zu Gunsten des Landes NRW in Höhe von etwa einer halben Million Euro aufgehoben.

## Resultate
Zwischen 2009 und 2013 wurden ca. 10.500 „volle“ ZRBG-Renten mit rückwirkendem Auszahlungsbeginn 1997 gewährt, weitere 25.000 Renten mit Beginn 2005, und ca. 13.000 mit Beginn 2009. Eine Gesamterfolgsquote in den ZRBG-Verfahren ist schwer zu ermitteln. Während der langjährigen Ablehnungspraxis von Versicherern und Sozialgerichten starben viele Antragsteller. Bezieht man diese Toten mit ein, ist nach Schätzungen von etwa 55 Prozent bewilligten Ghettorenten auszugehen. Am 5. Juni 2014 verabschiedete der Bundestag eine Novelle des Gesetzes. Damit ist für Beschäftigungen in einem Ghetto ein Rentenbeginn seit 1997 vorgesehen, und zwar unabhängig davon, wann der Antrag darauf gestellt und wie er bisher beschieden worden war. Außerdem haben die Überlebenden ein Wahlrecht zwischen höheren Renten bei späterem Zahlungsbeginn oder niedrigeren Renten, dafür seit 1997.

## Abgrenzung zur Zwangsarbeit (Stiftung Erinnerung, Verantwortung und Zukunft)
Die Antragsfrist für alle Ansprüche nach dem Stiftungsgesetz begann mit Inkrafttreten des Gesetzes am 12. August 2000. Sie endete am 31. Dezember 2001 (Ausschlussfrist). Das Gesetz sah u. a. Leistungen an Antragsteller vor, die in einem Konzentrationslager i.S. des §42 Abs. 2 BEG oder in einer anderen Haftstätte außerhalb des Gebiets der heutigen Republik Österreich oder in einem Ghetto unter vergleichbaren Bedingungen inhaftiert waren oder zur Arbeit gezwungen wurden (§11 Abs. 1 Ziff.1 EVZ StiftG). Die Stiftung sollte einen Ausgleich für entgangenen Lohn durch NS-Zwangsarbeit und einen Pauschbetrag für diejenigen Bedingungen der Zwangsarbeit (schlechte Behandlung, Schläge, Unterernährung usw.) leisten, die nach deutschem Recht nicht entschädigungsfähig waren. Es wurden mit einer Leistung nach dem Stiftungsgesetz aber auch Schäden, die ehemaligen Zwangsarbeiterinnen und Zwangsarbeiter in der gesetzlichen Rentenversicherung entstanden sind, entschädigt. Viele Opfer haben während der Zwangsarbeit in Deutschland oftmals mehrere Jahre lang Beiträge in die deutsche gesetzliche Rentenversicherung einbezahlt, ohne daraus einen Rentenanspruch zu erwerben. Die Rentenansprüche der Betroffenen scheitern dann an der geltenden Rechtslage, wonach für einen Rentenanspruch eine Mindestbeitragsdauer / Wartezeit von fünf Jahren erforderlich ist. Mit der Gewährung einer Leistung nach dem Stiftungsgesetz sind daher auch Forderungen des Leistungsberechtigten abgegolten, der Rentenversicherungsträger müsse auch bei Nichterfüllung der Wartezeit infolge nationalsozialistische Maßnahmen eine Rentenleistung gewähren.
Das Stiftungsgesetz enthält in §16 EVZ StiftG eine besondere „Ausschlussregelung“. Nach §16 Abs. 1 EVZ StiftG können Leistungen aus Mitteln der öffentlichen Hand einschließlich der Sozialversicherung sowie deutscher Unternehmen für erlittenes nationalsozialistisches Unrecht i.S. von §11 EVZ StiftG nur nach diesen Vorschriften beantragt werden. Etwaige weitergehende Ansprüche im Zusammenhang mit nationalsozialistischem Unrecht sind ausgeschlossen. Jeder Leistungsberechtigte gab im Antragsverfahren unter Benennung eines Ortes, in dem die Zwangsarbeit erfolgte, eine Erklärung ab, dass er zur Zeit des NS-Regimes zur Sklavenarbeit gezwungen wurde. Darüber hinaus musste er im Antrag persönlich erklären, dass mit Erhalt einer Leistung nach diesem Gesetz auf jede darüber hinausgehende Geltendmachung von Forderungen gegen die öffentliche Hand für Zwangsarbeit verzichtet wird. Der Verzicht wird erst mit Erhalt einer Leistung nach dem Stiftungsgesetz wirksam. Weitergehende Wiedergutmachungsregelungen bleiben jedoch, wie sich aus §16 Abs. 3 EVZ StiftG ergibt, von der Verzichtserklärung unberührt. Demnach schließt eine Leistungsgewährung nach dem Stiftungsgesetz eine Rentengewährung nach wiedergutmachungsrechtlichen Anspruchsgrundlagen nicht aus.
Das Stiftungsgesetz sah mehrere Kategorien von Leistungsberechtigten vor. Nach §11 Abs. 1 EVZ StiftG war leistungsberechtigt, wer in einem Konzentrationslager i.S. des §42 Abs. 2 BEG oder in einer anderen Haftstätte außerhalb des Gebietes der heutigen Republik Österreich oder in einem Ghetto unter vergleichbar schweren Bedingungen inhaftiert war und zur Arbeit gezwungen wurde. Aus der Gesetzesbegründung ergibt sich, dass diese Voraussetzungen bei Personen vorliegen können, die in einem geschlossenen Ghetto lebten und arbeiten mussten. Denn vergleichbar schwere Bedingungen konnten angenommen werden, wenn der Zwangsarbeiter erheblichen und laufenden behördlich streng überwachten Einschränkungen seiner Bewegungsfreiheit unterworfen war und nach den sonstigen sich ergebenden Bedingungen – z. B. unzureichende Ernährung und fehlende medizinische Versorgung – ein Leben führen musste, das dem eines Häftlings sehr nahekam. Unter den Begriff Zwangsarbeit i.S. des §11 EVZ StiftG fielen die in einem geschlossenen Ghetto verrichteten Zwangsarbeiten, für die ein äußerst geringer Lohn (Hungerlohn) gezahlt wurde. Die Höchstsumme der Entschädigung für ehemalige Zwangsarbeiter in Konzentrationslagern und anderen Haftstätten beträgt gem. §9 Abs. 1 EVZ StiftG in Verb. mit §11 Abs. 1 EVZ StiftG 7.669 EURO. Die Entschädigungssumme wurde jeweils pauschal ermittelt. Es spielte keine Rolle, wie lange jemand z. B. in Lagerhaft war und zur Arbeit gezwungen wurde. Für die Leistungsberechtigung genügte in der Theorie ein einziger Tag der Inhaftierung. Die Vorteile einer derartigen pauschalen (symbolischen) Entschädigungsreglung liegen auf der Hand. Zeitaufwändige Ermittlungen zur Klärung des Verfolgungsschicksals sind unter diesen Umständen entbehrlich. Dadurch wurde das Ziel der Stiftung, Zwangsarbeitern kooperativ, unbürokratisch und vor allem schnell zu helfen – d. h. noch zu deren Lebzeiten – erreicht.

## Anerkennungsleistung für Arbeit ohne Zwang im Ghetto
Vor dem Hintergrund der sehr hohen Ablehnungsquote der Anträge nach dem ZRBG hatte die Bundesregierung die Richtlinie vom 1. Oktober 2007 über eine Anerkennungsleistung an Verfolgte für freiwillige Arbeit in einem Ghetto, die bisher ohne sozialversicherungsrechtliche Berücksichtigung geblieben ist, erlassen. Als humanitäre Geste sah die Richtlinie Einmalzahlungen in Höhe von 2000 EUR für frühere Beschäftigte in einem Ghetto vor. Die Einmalzahlung trat neben die Leistungen aus dem Stiftungsgesetz „Erinnerung, Verantwortung und Zukunft“. Sie richtete sich an jene Verfolgte, deren Tätigkeit in einem Ghetto nicht alle Merkmale eines rentenrechtlichen Beschäftigungsverhältnisses erfüllt. Eine Rente nach dem ZRBG schloss die Einmalzahlung nach der Anerkennungsrichtlinie nur dann aus, wenn die Rente tatsächlich gezahlt und darin auch die Zeiten der Arbeit im Ghetto vollumfänglich als Beitragszeiten berücksichtigt wurden. Auch der Bezug einer Leistung aus den Mitteln der Stiftung „Erinnerung,Verantwortung und Zukunft“ führte nicht zwingend zur Ablehnung des Antrags auf Anerkennungsleistung. Dies gilt insbesondere dann, wenn die Stiftungsleistung für eine andere Tätigkeit im selben oder einem anderen Ghetto bzw. für einen Aufenthalt in einem KZ oder KZ-ähnlichem Lager gezahlt wurde. Die einmalige Leistung wird nur auf Antrag gewährt. Die Richtlinie wird vom Bundesamt für zentrale Dienste und offene Vermögensfragen nach Weisung des Bundesministeriums der Finanzen durchgeführt.
Die Anerkennungsrichtlinie wurde zweimal neu gefasst, und zwar mit Bekanntmachung im Bundesanzeiger vom 20. Dezember 2011 (BAnz. S. 4608) und zuletzt im Bundesanzeiger vom 12. Juli 2017 (veröffentlicht am 14. Juli 2017). Nach den Neufassungen schließt nunmehr die tatsächliche Zahlung einer Rente mit Ghetto Arbeitszeiten die Gewährung einer Anerkennungsleistung nicht mehr aus.